# 왕강 (청양효후)
왕강(王伉, ? ~ 기원전 153년)은 전한 초기의 제후로, 개국공신 왕흡의 손자이다.

## 생애
문제 7년(기원전 173년), 아버지 왕강의 뒤를 이어 청양후(淸陽侯)에 봉해졌다.
경제 4년(기원전 153년)에 죽으니 시호를 효라 하였고, 작위는 아들 왕불해가 이었다.

## 출전
- 사마천, 『사기』 권18 고조공신후자연표(高祖功臣侯者年表)

| 전임 아버지 청양애후 왕강 | 전한의 청양후 기원전 172년 ~ 기원전 153년 | 후임 아들 청양애후 왕불해 |